# 国立病院機構南岡山医療センター
独立行政法人国立病院機構南岡山医療センター（どくりつぎょうせいほうじん こくりつびょういんきこう みなみおかやまいりょうセンター）は、岡山県都窪郡早島町にある医療機関である。

## 概要
独立行政法人国立病院機構が運営する病院で、政策医療分野における神経・筋疾患、免疫異常の基幹医療施設、呼吸器疾患（結核含む）、重症心身障害の専門医療施設である。

## 沿革
1938年（昭和13年）に、傷痍軍人岡山療養所（しょういぐんじん おかやまりょうようしょ）として創設された。1945年から国立岡山療養所、1980年から国立療養所南岡山病院（こくりつりょうようしょ みなみおかやまびょういん）の名称を経て、2004年に現名称となる。

### 年表
- 2012年（平成24年）
  - 3月、旧重度心身障害児（者）病棟跡地にて中央病棟の新築工事が着手[2]。
- 2013年（平成25年）
  - 6月16日、中央病棟の新築工事（総工費約25億円）が完成し、記念式[2]。
- 2015年（平成27年）
  - 6月21日、リニューアル工事（総工費約48億円）が完了し、記念式典[1]。

## 診療科
- 内科
- 神経内科
- 呼吸器内科
- アレルギー科
- リウマチ科
- 生活習慣病部門
- 血液内科
- 小児科
- 外科
- 整形外科
- 皮膚科
- 耳鼻咽喉科
- リハビリテーション科
- 放射線科
- 歯科
- 麻酔科

## 医療機関の指定等
- 保険医療機関
- 救急告示医療機関
- 労災保険指定医療機関
- 指定自立支援医療機関（更生医療・育成医療・精神通院医療）
- 身体障害者福祉法指定医の配置されている医療機関
- 生活保護法指定医療機関
- 結核指定医療機関
- 戦傷病者特別援護法指定医療機関
- 原子爆弾被害者一般疾病医療取扱医療機関
- 公害医療機関
- エイズ治療拠点病院
- 特定疾患治療研究事業指定医療機関
- 小児慢性特定疾患治療研究事業指定医療機関

## 周辺
- 岡山県立早島支援学校
- 国道2号（通称・岡山バイパス）

## 交通
- 国道2号（通称・岡山バイパス）
- JR宇野線（宇野みなと線・瀬戸大橋線）早島駅からコミュニティバス
- JR宇野線（宇野みなと線・瀬戸大橋線）早島駅から無料送迎バス
- 山陽本線（JR西日本）中庄駅から無料送迎バス